# 秦城遗址
秦城遗址位于中国广西壮族自治区兴安县西南溶江乡，为秦朝至晋朝屯兵城址。

## 布局
秦城地处灵渠与漓江汇合之处，面积8平方公里。秦始皇三十三年（前214年）建。今存四处遗址。
一：马家渡口，城墙残长500米，高1.2-2米，厚5-6米，护城壕1500米；
二：七里圩南半里，遗址呈长方形，东西宽300米，南北长200米，分内外二城，内城高4米，厚8米，城中存“王城”（屯兵指挥所）遗址；
三：通济村，东、南二城墙尚存，东城长830米，南城长880米，高2-4米，厚6米；
四：溶江镇水街，残长130米，高2-3米城墙。